# San Cristóbal y Nieves en los Juegos Olímpicos de Tokio 2020
San Cristóbal y Nieves estuvieron representados en los Juegos Olímpicos de Tokio 2020 por dos deportistas, un hombre y una mujer, que compitieron en atletismo.
Los portadores de la bandera en la ceremonia de apertura fueron los atleta Jason Rogers y Amya Clarke. El equipo olímpico sancristobaleño no obtuvo ninguna medalla en estos Juegos.